# Świerże-Kończany
Świerże-Kończany (prononciation : [ˈskwɔdɨ ˈɕrɛdɲɛ]) est un village polonais de la gmina de Zaręby Kościelne dans le powiat d'Ostrów Mazowiecka de la voïvodie de Mazovie dans le centre-est de la Pologne.
Le village compte approximativement une population de 43 habitants en 2007.

## Histoire
De 1975 à 1998, le village appartenait administrativement à le Powiat de Zambrów dans la voïvodie de Łomża.